# ثنائي ميثيل غليوكسيم
ثنائي ميثيل غليوكسيم هو مركب عضوي صيغته C4H8N2O2، وهو ينتمي إلى مجموعة الأكسيمات، ويوجد في الشروط القياسية على هيئة مسحوق أبيض.

## التحضير
يحضر هذا المركب من البوتانون بتفاعله مع نتريت الإيثيل، ليعطي أولاً مركب وسطي من أحادي أكسيم ثنائي الأسيتيل، ثم يفاعل مع أحادي سلفونات هيدروكسيلامين ليعطي الناتج المطلوب:

## الخواص
يوجد المركب في الشروط القياسية على هيئة مسحوق أبيض، وهو عملياً ضعيف الانحلال في الماء.
يشكل هذا المركب العديد من المعقدات مع الفلزات الثقيلة، بما فيها النيكل، والكوبالت.